# Caerphilly Rugby Football Club
Pour les articles homonymes, voir Caerphilly (homonymie).
Maillots
Dernière mise à jour : 25 mai 2012.
Caerphilly Rugby Football Club est un club de rugby gallois basé dans la ville de Caerphilly qui évolue dans le Championnat du pays de Galles de rugby à XV de deuxième division, la WRU Division One East. Ses joueurs sont susceptibles d'être sélectionnés par les Newport Gwent Dragons, franchise professionnelle avec qui le club ne doit pas être confondu et qui dispute la Ligue celte et la Coupe d'Europe.

## Histoire
Fondé le 17 août 1887, le club n'aurait pas joué de match digne de ce nom avant octobre 1887. L'équipe joue ensuite régulièrement dans les divisions supérieures du rugby gallois.
Caerphilly RFC se distingue en Coupe d'Europe en parvenant en finale du Bouclier européen 2002-2003.
Après avoir éliminé le Stade montois en demi-finale, ils s'inclinent en finale contre le Castres olympique,. Ils parviennent également en finale de la Coupe du pays de Galles en 2004.
Depuis 2003, Caerphilly RFC ne joue plus au plus haut niveau européen. À la suite du regroupement régional des clubs au sein de cinq franchises professionnelles opéré par la fédération galloise, il fournit ses joueurs aux Newport Gwent Dragons, engagés en Coupe d'Europe et joue dans le championnat semi-professionnel du pays de Galles.
Ils ont été rétrogradés et évoluent depuis en deuxième division.

## Palmarès
- Coupe du pays de Galles :
  - Finaliste (1) : 2004.

- Bouclier européen :
  - Finaliste (1) : 2003.